# Вест-Берк (Вермонт)
Вест-Берк (англ. West Burke) — селище (англ. village) в США, в окрузі Каледонія штату Вермонт. Населення — 281 особа (2020).

## Географія
Вест-Берк розташований за координатами 44°38′38″ пн. ш. 71°58′45″ зх. д. / 44.64389° пн. ш. 71.97917° зх. д. (44.643829, -71.979303).  За даними Бюро перепису населення США в 2010 році селище мало площу 1,23 км², з яких 1,23 км² — суходіл та 0,00 км² — водойми.

## Демографія
Згідно з переписом 2010 року, у селищі мешкали 343 особи в 142 домогосподарствах у складі 92 родин. Густота населення становила 279 осіб/км².  Було 156 помешкань (127/км²).
Расовий склад населення:
| - 98,3 % — білих - 0,3 % — чорних або афроамериканців |

До двох чи більше рас належало 1,5 %. Частка іспаномовних становила 1,5 % від усіх жителів.
За віковим діапазоном населення розподілялося таким чином: 23,6 % — особи молодші 18 років, 62,1 % — особи у віці 18—64 років, 14,3 % — особи у віці 65 років та старші. Медіана віку мешканця становила 39,5 року. На 100 осіб жіночої статі у селищі припадало 82,4 чоловіків;  на 100 жінок у віці від 18 років та старших — 80,7 чоловіків також старших 18 років.
Середній дохід на одне домашнє господарство  становив 41 889 доларів США (медіана — 34 545), а середній дохід на одну сім'ю — 46 612 долари (медіана — 37 500). Медіана доходів становила 31 458 доларів для чоловіків та 37 500 доларів для жінок. За межею бідності перебувало 16,9 % осіб, у тому числі 20,2 % дітей у віці до 18 років та 5,0 % осіб у віці 65 років та старших.
Цивільне працевлаштоване населення становило 129 осіб. Основні галузі зайнятості: освіта, охорона здоров'я та соціальна допомога — 39,5 %, будівництво — 18,6 %, виробництво — 9,3 %, науковці, спеціалісти, менеджери — 7,0 %.